# Chasma Boreale

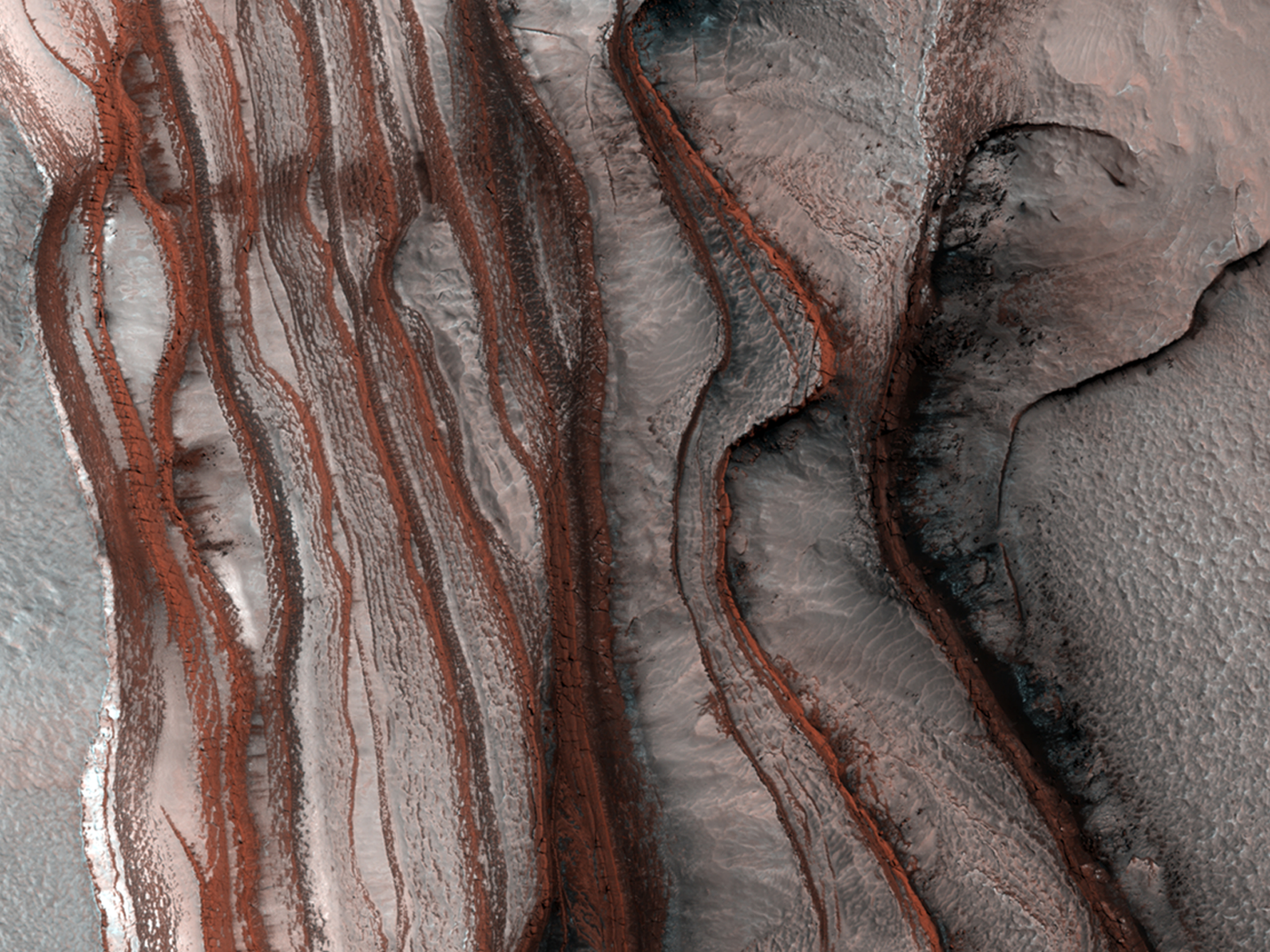
Penya-segats vermells de Mart, en Chasma Boreale. Foto de 2008 de HiRISE.

Chasma Boreale és un gran canyó al casquet de gel del pol nord de Mart, en el quadrangle Mare Boreum, a 83° de latitud nord i 47,1° de longitud oest. Té uns 560 km de longitud i va ser nomenat pel nom clàssic d'una característica d'albedo.
Els costats del canó revelen característiques en capes dins de la capa de gel que resulten de la fusió estacional i la deposició del gel, juntament amb els dipòsits de pols de les tempestes de pols marcianes. La informació sobre el clima passat de Mart pot eventualment revelar-se en aquestes capes, tal com ho fan els patrons d'anells d'arbres i les dades del nucli gelat a la Terra. Tots dos casquets polars també mostren característiques estriades, probablement causades per patrons de flux del vent. Les ranures també estan influenciades per la quantitat de pols. Com més pols, més fosca és la superfície. Com més fosca és la superfície, més es fon ja que les superfícies fosques absorbeixen més energia.

## Galeria

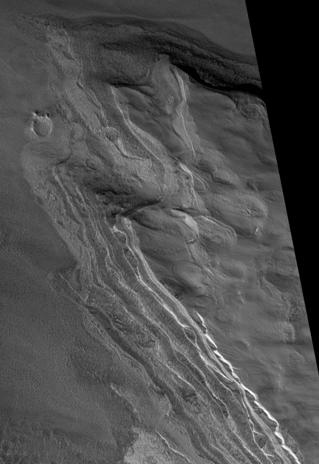
Característica optimitzada de Chasma Boreale, vista per HiRISE.
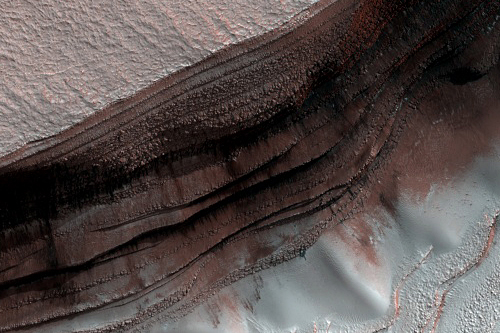
Chasma Boreale, vist per HiRISE.
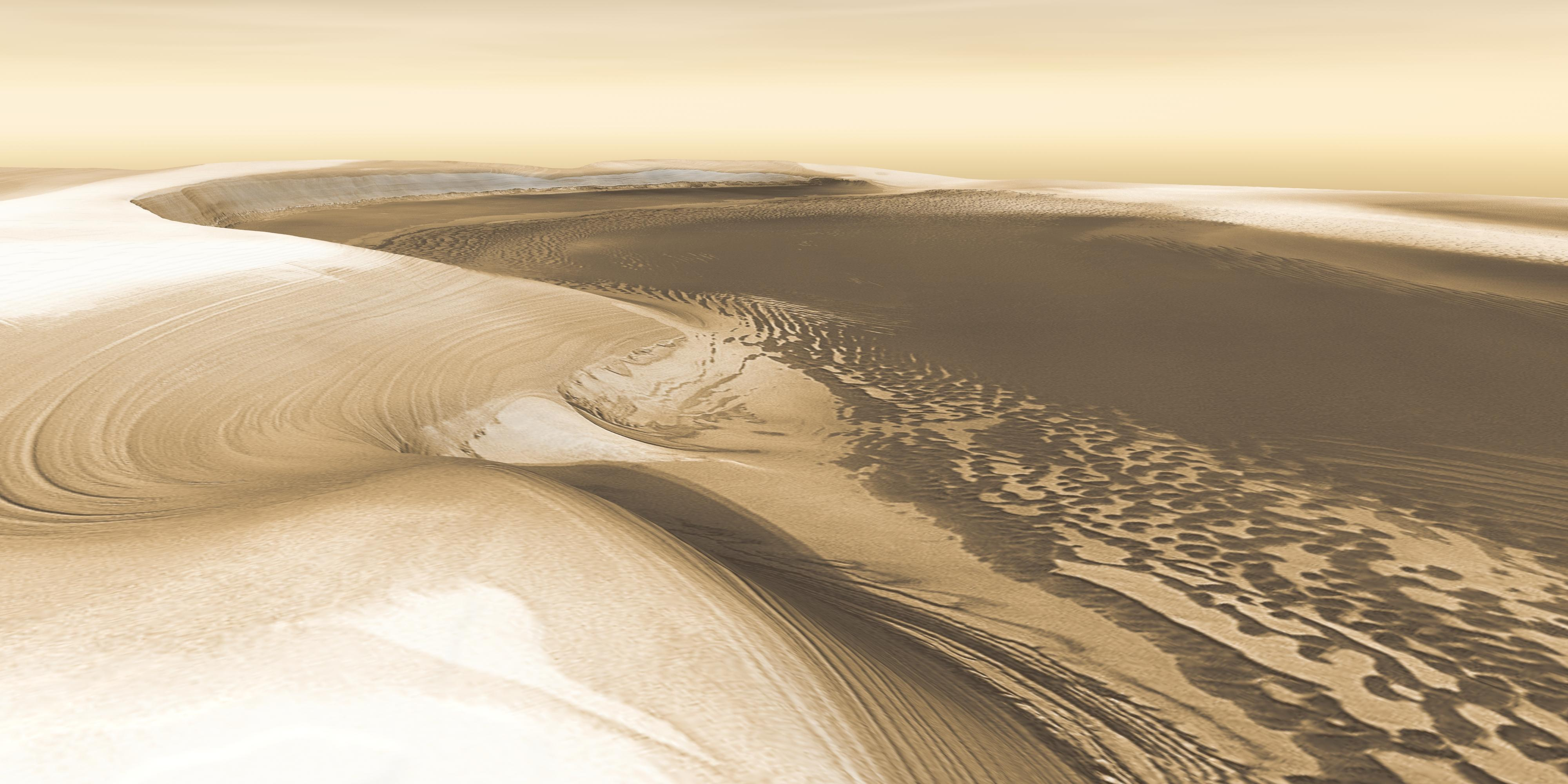
Vista generada por computadora basada en imatges de Chasma Boreale capturades per l'instrument THEMIS en Mars Odyssey.